# Филипон, Шарль
Шарль Филипо́н (фр. Charles Philipon; 19 апреля 1800, Лион — 25 января 1862, Париж) — французский рисовальщик, литограф и журналист; прославленный карикатурист; основатель издательского дома «Aubert», директор журналов «La Caricature» и «Le Charivari», мастер политической сатиры.

## Биография и творчество
Обучался в лионской художественной школе, в 1819 году переехал в Париж, где учился у барона Гро и Абеля Пюжоля, но не стал, подобно им, живописцем, а посвятил себя рисованию карикатур и изданию сатирических газет и альбомов.
Его смехотворные и обличительные композиции, литографированные по большей части им самим, соперничали с рисунками Травье, Анри Монье и Гаварни и доставили ему прозвище «Ювенала карикатуры». За них он много раз сиживал на скамье подсудимых, платил штрафы, подвергался тюремному заключению, но все эти неприятности не охлаждали его к деятельности, поощряемой вниманием публики.
Около 1825 года им были изданы две серии рисунков «История Полишинеля, блудного сына» («Histoire de Polichinelle enfant prodigue») и «История Непоседы» («Histoire de Touche-à-tout»), из которых особенно вторая способствовала его известности.
Позже он основал журнал «La Caricature» (1830), который вскоре пришлось ему прекратить вследствие судебного процесса, а затем издавал «Le Charivari» (1832—1838), иллюстрировал «Похождения Робера Макера» («Le Robert Macaire», в сотрудничестве с Домье) и «Journal pour rire» (1848—1855; с текстами журналистов М. Альбуа и Л. Гюара), превратившийся потом в «Journal Amusant» (1856—1933).
Кроме того издал несколько отдельных тетрадей с карикатурами.